# 佳能 EOS RP
佳能 EOS RP，是佳能公司於2019年推出的一款全畫幅無反光鏡數碼相機，属于EOS R 系列。

## 概要
佳能於2019年2月13日宣布，3月14日推出，报道指出EOS PR是當時最便宜的全画幅無反相机。
標準的黑色型號之外，在日本推出了5,000台的限量版金色型號，作為2020年東京奧運會的紀念商品。

## 鏡頭
EOS RP搭配RF轉接環，兼容鏡頭包括佳能RF 24-105mm F4L IS USM变焦镜头。
建議鏡頭型號如下：
- Canon RF 35 mm F1.8 Macro IS STM
- Canon RF 50 mm F1.2 L USM
- Canon RF 24–105 mm F4 L IS USM
- Canon RF 28–70 mm F2 L USM

## 外部連結
维基共享资源上的相關多媒體資源：佳能 EOS RP
- 官方网站
- 鏡頭轉接環 EF-EOS R （页面存档备份，存于）－Canon 台灣